# História cultural das nádegas

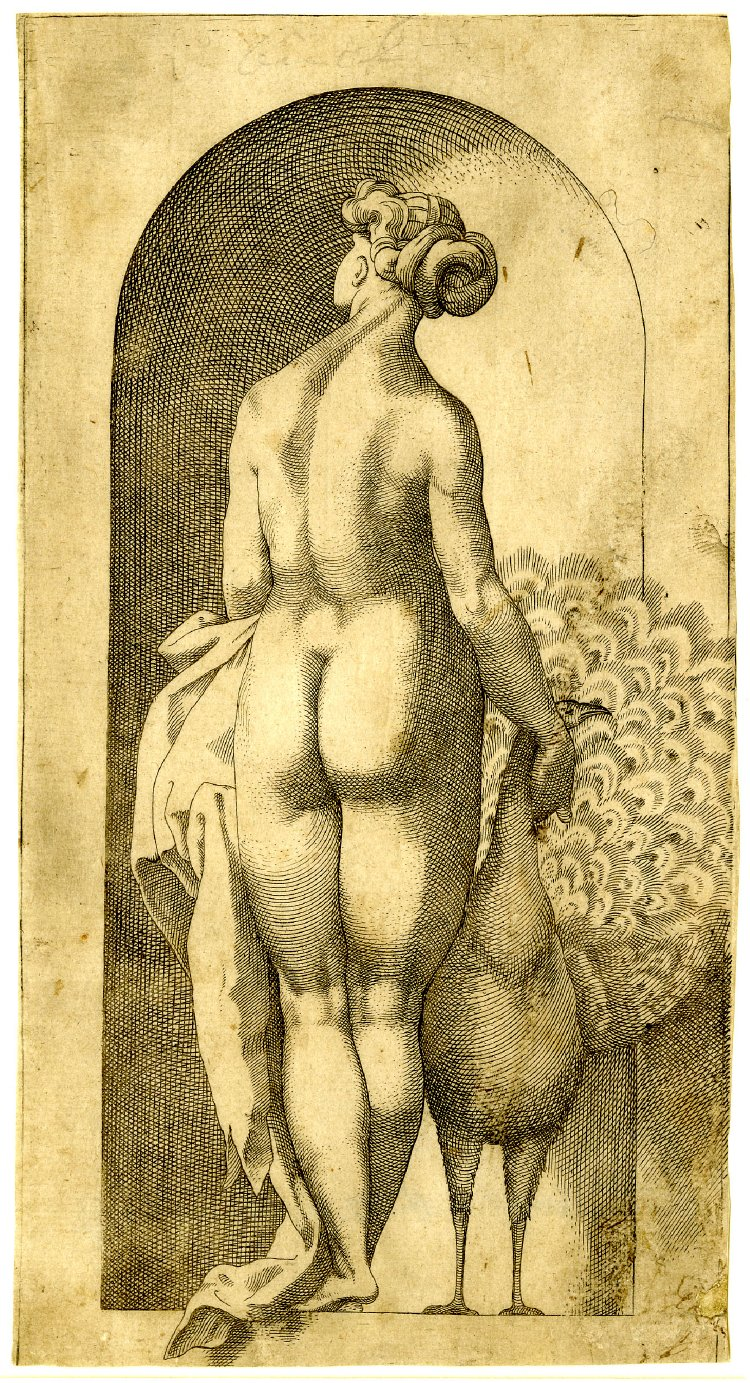
O movimento maneirista não teve medo de exagerar as proporções do corpo para um efeito considerado atraente; Juno em nicho, gravura de Jacopo Caraglio, provavelmente de desenho de Rosso Fiorentino, 1526

A sexualização das nádegas, principalmente do sexo feminino, tem ocorrido durante grande parte da história.

## Significado evolutivo
O sexólogo Alfred Kinsey afirmou que as nádegas são o principal atrativo sexual nos primatas. Alguns antropólogos e sociobiólogos acreditam que o fetichismo dos seios tem relação com a semelhança dos seios com as nádegas, mas, em vez disso, proporciona atração sexual ao se ver o corpo de frente.
Nos humanos, as fêmeas geralmente possuem nádegas mais redondas e voluptuosas, em função de um hormônio chamado estrogênio, que estimula o corpo a armazenar gordura nas nádegas, quadris e coxas. A testosterona não permite o armazenamento de gordura nessas áreas. As nádegas nas fêmeas humanas possuem mais tecido adiposo do que nos machos, especialmente após a puberdade. Psicólogos evolucionistas garantem que a evolução das nádegas arredondadas pode ser uma característica desejável porque demonstram visualmente a juventude e a fertilidade da mulher. Eles sinalizam a presença de estrogênio e de várias reservas de gordura para a gravidez e lactação. Além disso, as nádegas ressaltam a forma e o tamanho da pelve, o que interfere na capacidade reprodutiva. Com o início do desenvolvimento e da pronúncia das nádegas na menarca e sua diminuição com a idade, as nádegas cheias também são um símbolo da juventude.
A antropóloga biológica Helen B. Fisher disse que "talvez, as nádegas carnudas e arredondadas causassem atração nos machos durante a penetração pela retaguarda". De acordo com um estudo realizado em 2017, usando modelos 3D e tecnologia de rastreamento ocular, a afirmação de Fisher foi testada e mostrou que o leve impulso das costas de uma mulher influencia a atração que os outros percebem e captura o olhar de homens e mulheres. Bobbi S. Low et ai. disse que as nádegas femininas "evoluíram como fêmeas na luta pela atenção e compromisso parental de poderosos machos controladores de recursos" como uma "exibição honesta de reservas de gordura" que não poderia ser confundida com qualquer outro tecido, embora TM Caro não considerasse isso como uma conclusão necessária, afirmando que o acúmulo de gordura nos quadris femininos melhoram a aptidão individual da fêmea, qualquer que seja a seleção sexual.

## História

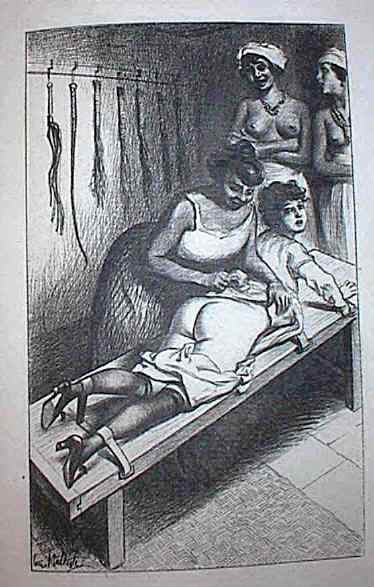
Erotismo da palmada da era vitoriana

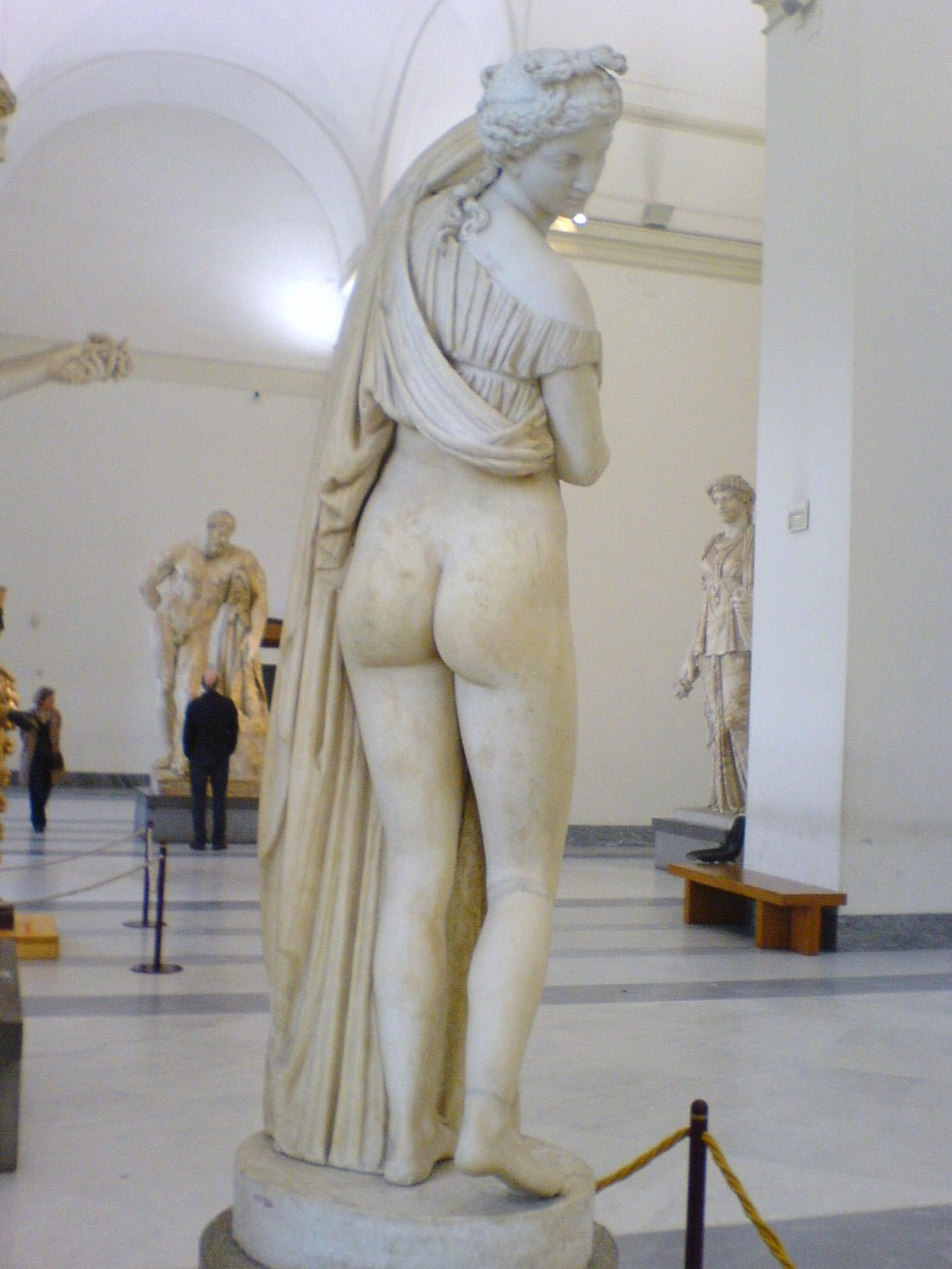
Vênus Kallipygos, uma escultura romana (que se pensa ser baseada em um original grego) que enfatiza as nádegas

As nádegas femininas sempre foram um símbolo de fertilidade e beleza desde os primórdios da história da humanidade. Estátuas criadas em 24.000 a. C., como a Vênus de Willendorf, têm nádegas, quadris e coxas exagerados.
A beleza erótica das nádegas femininas importava aos antigos gregos, que teriam construído estátuas como Vênus Kallipygos (mesmo que apenas uma cópia romana possível sobreviva), que enfatizam as nádegas. As nádegas nuas também eram consideradas eróticas na China Ming, onde se faziam várias comparações com a lua cheia brilhante. Muitos artistas posam modelos para enfatizar as nádegas.
As nádegas são consideradas uma zona erógena na forma de pensar ocidental há séculos; a erotização das nádegas femininas foi uma consequência de sua associação e proximidade com os órgãos reprodutores femininos. Elas são muitas vezes um tabu pela sua proximidade do ânus e sua associação ao sistema excretor. O psicanalista Sigmund Freud disse em sua tese que o desenvolvimento psicossexual ocorreu em três estágios – oral, anal e genital – e que a fixação no estágio anal causou retenção anal e um foco duradouro na erotização do ânus.
A palmada era bastante comum na pornografia na Grã-Bretanha durante a era vitoriana, quando produtos eróticos como Lady Bumtickler's Revels e Exhibition of Female Flagellants eram consumidos.
Em Studies in the Psychology of Sex, publicado em 1927 e escrito pelo médico e psicólogo sexual britânico Havelock Ellis, as características sexuais culturais das nádegas são relatadas em detalhes. Segundo ele:

Thus we find, among most of the peoples of Europe, Asia, and Africa, the chief continents of the world, that the large hips and buttocks of women are commonly regarded as an important feature of beauty. This secondary sexual character represents the most decided structural deviation of the feminine type from the masculine, a deviation demanded by the reproductive function of women, and in the admiration it arouses sexual selection is thus working in a line with natural selection.
Ele acrescenta que

The European artist frequently seeks to attenuate rather than accentuate the protuberant lines of the feminine hips, and it is noteworthy that the Japanese also regard small hips as beautiful. Nearly everywhere else large hips and buttocks are regarded as a mark of beauty, and the average man is of this opinion even in the most æsthetic countries.
Ellis diz ainda que espartilhos e anquinhas existem para ressaltar o volume das nádegas.
A ênfase no bumbum feminino como característica sexual despertou um grande interesse ultimamente segundo Ray B. Browne, que atribui a mudança à popularização do jeans:

[E]mphasis on the upper female torso has recently given way to the lower area of the body, specifically the buttocks. Such a change happened quite recently when denim jeans became fashionable. In order to emphasize fit, jeans manufacturers accentuated hips. And after brand name jeans became so popular with the designer's name on the hip pocket, even more accentuation was given to the posterior. The more jeans sales increased, the more ads were used which emphasized the derriere, to such an extent, in fact, that this particular area may eventually surpass breasts as the number one sexual image of the female body.

## Machos

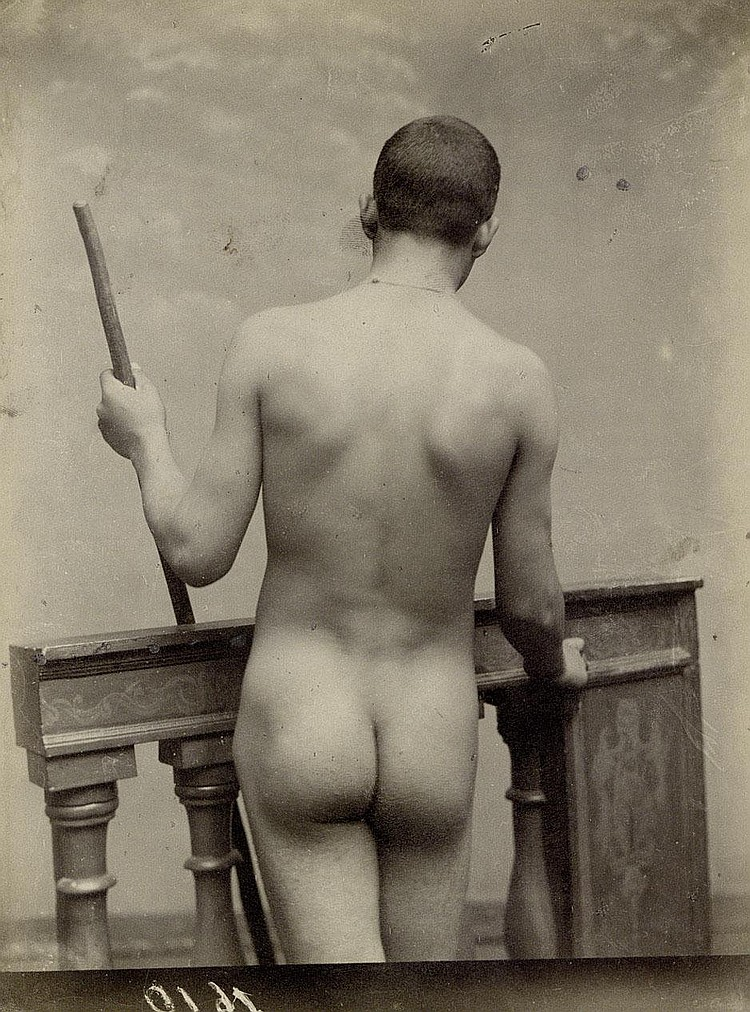
Um dos nus masculinos de Wilhelm von Gloeden enfatizando as nádegas

Enquanto a erotização das nádegas femininas frequentemente acontece no erotismo heterossexual, as nádegas dos homens são alvos de atração por muitas mulheres e também são erotizadas na homossexualidade masculina, geralmente no sexo anal.

## Na cultura popular
Existem várias canções que também foram escritas sobre a conveniência das nádegas:
- "Shake Your Moneymaker" (1961)
- "Tush" (1975)
- "(Shake, Shake, Shake) Shake Your Booty" (1976)[12]
- "Fat Bottomed Girls" (1978)
- "Da Butt" (1988)
- "Baby Got Back" (1992)
- "Rump Shaker" (1992)
- "Back That Thang Up" (1999)
- "Thong Song" (1999)[13]
- "I See You Baby (Shakin' That Ass)"  (1999)
- "Pull Over" (2000)
- "Shake Ya Ass" (2000)
- "Bootylicious" (2001)
- "Salt Shaker" (2003)
- "Shake Ya Tailfeather" (2003)
- "Ass Like That" (2004)
- "Swing" (2005)
- "Check on It" (2005)
- "Honky Tonk Badonkadonk" (2005)
- "My Humps" (2005)
- "Shake That" (2006)
- "Dance (A$)" (2011)
- "Bubble Butt" (2013)[14]
- "Wiggle" (2014)
- "Anaconda" (2014)
- "Booty" (2014)
- "Juicy" (2019)

Desde o início dos anos 2000, houve várias músicas sobre as nádegas femininas, especialmente nos gêneros hip-hop, reggae / dancehall e R&B.

## Fetichismo
Um fetiche por nádegas ou parcialismo por nádegas é uma condição em que as nádegas recebem maior atenção sexual. Pode estar associada à coprofilia, fetichismo de calcinha, eproctofilia e punição corporal sadomasoquista envolvendo as nádegas. Pigofilia é a excitação sexual causada pelas nádegas.